# El viento distante
El viento distante es una película mexicana estrenada el 3 de septiembre de 1965 y dirigida por Salomón Láiter.

## Sinopsis
En el parque hondo una mujer soltera de edad adulta le tiene más aprecio a su gata que a su sobrino Arturo, quien vive con ella.
Un día la gata enferma y la tía manda al niño a llevar el gato al veterinario, pero este y un amigo deciden asesinarlo. El plan no funciona porque la gata escapa y en la noche regresa a casa.

## Premios
- Ganadora del 4.º lugar en el primer concurso de cine experimental convocado por el STPC.
- Premio a la revelación infantil (Rodolfo Magaña) en tarde de agosto.